# V(D)J遺伝子再構成
V(D)J遺伝子再構成（VDJいでんしさいこうせい、英：V(D)J recombinationまたはsomatic recombination）は、免疫システム内の免疫グロブリン（Ig）・TCR（T細胞受容体）生成の初期ステージにおける遺伝子再構成の仕組み。初期のリンパ組織（骨髄ではB細胞、胸腺ではT細胞）で起こる。
V(D)J遺伝子再構成は、骨髄や胸腺でのリンパ球の遺伝子断片（V、D、J）のランダムな組み合わせである。抗体やTCRをコードするDNAは多数の断片として染色体の上に並んでいる。これらのDNA断片はリンパ球の分化の過程で連結され、完全なDNAとなる。いろんな遺伝子をランダムに選べるので、いろんなタンパク質をつくり、いろんな抗原（バクテリア、ウイルス、寄生菌、腫瘍、花粉など）に対抗することができる。

## 背景
ヒトの抗体分子（とB細胞受容体）は、三つの遺伝子座の遺伝子で暗号化されるC部位とV部位との重鎖（H鎖）・軽鎖（L鎖）で構成されている。
1. 第14染色体の免疫グロブリン重遺伝子座(IGH@)：免疫グロブリン重鎖のための遺伝子断片。
2. 第2染色体の免疫グロブリンκ（カッパ）遺伝子座(IGK@)：免疫グロブリン軽鎖のための遺伝子断片。
3. 第22染色体の免疫グロブリンλ（ラムダ）遺伝子座(IGL@) ：免疫グロブリン軽鎖のための遺伝子断片。

各々の重鎖遺伝子・軽鎖遺伝子は、（V,D,J）三種類の遺伝子断片のかけ算ででき、抗体タンパク質の様々な部位をつくる。
たとえば、免疫グロブリン重鎖部位は44個のV 遺伝子断片、27個のD遺伝子断片、6個のJ遺伝子断片から成る。  軽鎖も多くのVおよびJ遺伝子断片から成るが、D遺伝子断片はふくまない。 
DNA再構成は、リンパ球から遺伝子断片をコピーし、約3000億種類の抗体をつくることができる。
ほとんどのT細胞受容体は一つのアルファ鎖と一つのベータ鎖から構成される。T細胞受容体は免疫グロブリンと似ており、V、D、J遺伝子断片をベータ鎖に、V、J遺伝子断片をアルファ鎖にふくみ、それら（遺伝子断片）はリンパ球の成長過程で再構成され、そのT細胞に特有の抗原受容体をもたらす。
自己反応しない受容体をつくれなかった細胞はアポトーシスする。

## 免疫グロブリンの状況

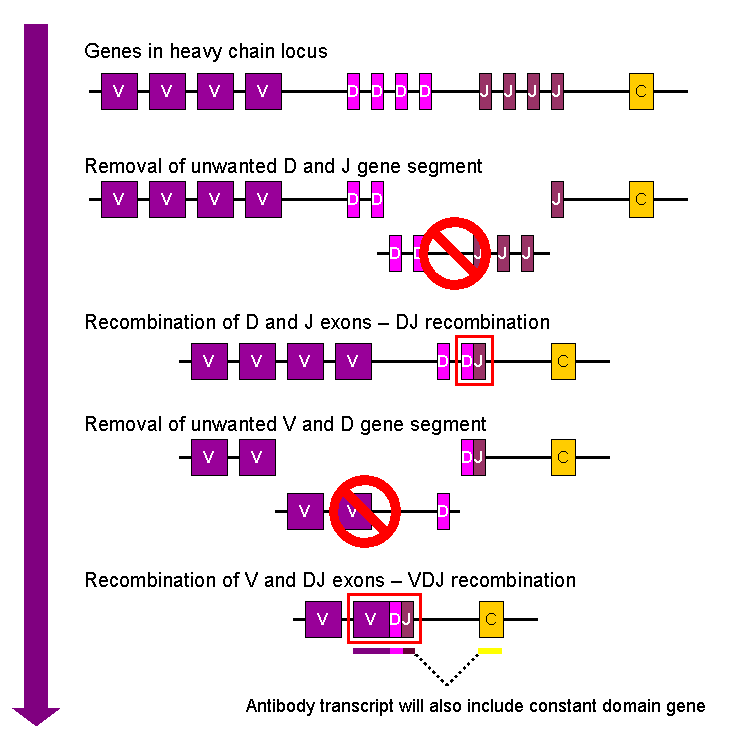
免疫グロブリン重鎖のV(D)J遺伝子再構成をかんたんに図示したもの

### 重鎖
B細胞の生成時、最初の再構成は重鎖遺伝子座のD遺伝子断片とJ遺伝子断片のあいだで起こる。
これらの遺伝子断片のあいだにあるDNAは除去される。
このD-J間の再構成の次に、上流にあるV遺伝子断片が加わり、VDJ遺伝子断片が再構成される。こうしてVとDのあいだの断片は細胞のゲノムから除去される。
最初の転写（非スプライスRNA）はこの重鎖のVDJ部位とCμとCδを持つ（V-D-J-Cμ-Cδとなる)。
この最初のRNAはポリアデニル化したテール（尾）をCμ鎖の後ろに加えられ、VDJとCμのあいだのものはなくなる。
このメッセンジャーRNA が免疫グロブリンμ重鎖タンパク質を産む。

### 軽鎖
免疫グロブリン軽鎖遺伝子座のκ鎖とλ鎖は、上記の重鎖と同様にできる。ただ、軽鎖にはD断片が無い。